# ハインリッヒ・ウィプキング
ハインリッヒ・ウィプキング（Heinrich Friedrich Wiepking-Jürgensmann、1891年 - 1973年）は、20世紀初頭から中ごろまで活躍したドイツのランドスケープアーキテクト、造園教育者。
アドリア海沿岸のネルマネンブルク、イストリーのムラート庭園、ニーダーハイムの「太陽の家」、辺境地帯の住宅、ハルツのブルクガルテンなどの作品がある。
教育者としては、1948年からハノーファー技術大学関係教職員として園芸と景観文化の学科設置、1952年に設立された土地管理学科の開講に尽力し、ここで彼は1958年までランドスケープ管理、園芸及び造園の教授として働いた。

## 生涯
高等学校卒業後、ハノーファー市に奉職し、シティガーデナーを1907年から1909年まで担当。1910年には科学と都市学を修めようとイングランドに渡り、オックスフォード大学で1年間と次の年フランスで勉強していた。父の財政支援で1912年、建築を学ぶためハノーファー工科大学とハンブルクで有名な園芸起業家ヤコブ・オクスの下で、最初ボランティアで修行開始し以降は1922年までそこで従業員として務め、後に同社のベルリン支社長に就任している。この時期に建築家や芸術からと交流を図っている。
第一次世界大戦後独立し、1922年からは、ケルン、ベルリンでシティガーデニングや都市計画のための建築家として従事。
第二次世界大戦後はさらに東欧諸国やロシア、イタリアまで活動範囲を広げている。 
1934年、ベルリンの庭とランドスケープデザインの局長・造園研究所所長とベルリン農科大学の椅子を前年の1933年に自殺していたエルヴィン・バルトに変わって、グスタフ・アリンガーらと争うが、フリードリヒ・ヴィルヘルム大学ベルリン校で教鞭を執っていたコンラート・マイヤーによる推薦から所長及び正教授に就任し、プロイセン省のコンサルタントとして関わる。彼はここでドイツの造園家の形成を決定国家社会主義の時代を見据えて活性化を図る。
1945年、彼はニーダーザクセンに新しく設立される学位プログラムを最高経営責任者を任命するために試み、1947年にザルスタットに渡り一時的な教えを開いた。ハノーファー工科大学の同僚コンラート・マイヤー教授の、風景のデザインはアールプランに含まれるように美的観点から有用性と知見の基準に適合するようになっているというイデオロギーの支持者で、彼が対応するランドスケープデザイン、土壌中の健康、農村景観、水を、全体の果物の屋台、森と人の家は、最高品質のものである、という理念を推進している。